# Гаспар де Проні
Гаспа́р Клер Франсуа́ Марі Ріш (фр. Gaspard Clair François Marie Riche de Prony; 22 липня 1755, Шамле — 29 липня 1839, Аньєр-сюр-Сен) — французький математик та інженер-гідравлік.
Закінчив Національну школу мостів і доріг (1780), після чого деякий час працював у галузі будівництва, залишивши чимало свідчень свого інженерного мистецтва. З 1792 року керував випуском найкращої на той момент збірки десяткових логарифмічних і тригонометричних таблиць, до якого залучив таких видатних математиків, як Адрієн-Марі Лежандр і Лазар Карно.
З 1795 по 1815 роки був професором Політехнічної школи. У 1805–1812 роки багато працював в галузі гідротехніки. Автор монографії «Гідравлічна архітектура» (1790–1796). Це перший курс механіки, у якому було застосовано координатну систему. Великим впливом користувався також багатотомний збірник його лекцій з математики та інженерної справи в Політехнічній школі. Низку робіт присвятив проблемам гідравліки. Отримав емпіричним шляхом історично важливу формулу, що застосовувалась для розрахунків втрат напору на тертя при русі рідин по трубах, що носить його ім'я — формула Проні.
Він також створив метод перетворення синусоїдальних і експоненціальних кривих в системи лінійних рівнянь. Викладки Проні широко використовуються в цифровій обробці сигналів (метод Проні) і в моделюванні нелінійних матеріалів методом кінцевих елементів.
Він є автором низки винаходів, в тому числі динамометричного приладу («гальмо Проні»). Працював також над створенням метричної системи мір і ваг.
Проні був членом, а пізніше, президентом Французької академії наук. Він також був обраний іноземним членом Шведської королівської академії наук у 1810 році. Ім'я барона Гаспара де Проні входить у список 72 імен на Ейфелевій вежі.